# Helmut Oehring
Helmut Oehring (Berlín, 16 de julio de 1961) es un compositor alemán. Estudió con Friedrich Goldmann y Georg Katzer en la Academia de las Artes de Berlín.
Oehring también ha trabajado con diferentes artistas de todas las áreas como Ruth Berghaus, Ulrike Ottinger, Nikolaus von Heiseler, Daniele Abbado, Claus Guth y Dessau Maxim, el coreógrafo Joachim Schlömer, así como los directores de Ingo Metzmacher, Lothar Zagrosek, Martyn Brabbins y Roland Kluttig. También trabajó con la Agrupación Sortisatio de Leipzig en un proyecto creado especialmente para el Festival Musiktage Hallische.
Está en posesión de los premios Paul Hindemith, Schneider Schott y en 2008 obtuvo el Premio Arnold Schönberg de composición.